# Бирликустем
Бирликустем (каз. Бірлікүстем) — село в Шуском районе Жамбылской области Казахстана. Административный центр и единственный населённый пункт Бирликустемского сельского округа. Находится примерно в 11 км к юго-востоку от города Шу. Код КАТО — 316636100.

## Население
В 1999 году население села составляло 1896 человек (946 мужчин и 950 женщин). По данным переписи 2009 года, в селе проживал 1971 человек (989 мужчин и 982 женщины).